# Glossamia abo
Glossamia abo är en fiskart som först beskrevs av Herre, 1935.  Glossamia abo ingår i släktet Glossamia och familjen Apogonidae. Inga underarter finns listade i Catalogue of Life.